# Hanna Winge
Hanna Mathilda Winge, född Tengelin den 4 december 1838 i Göteborg, död den 9 mars 1896 i Göteborg, var en svensk målare, tecknare och textilkonstnär.

## Biografi
Hanna Winge var dotter till klensmedsmästaren Johan Thimotheus Tengelin och Anna Maria Hultman. Hon gifte sig 1867 med konstnären Mårten Eskil Winge (1825–1896).

### Utbildning
Hanna Winge blev 1859 elev vid J. J. Ringdahls målarskola i Stockholm. Som lärare hade hon Johan Christoffer Boklund och var då hon deltog 1864–1867 en av de första kvinnliga eleverna på Konstakademien. 

### Verksamhet
Hon intresserade sig särskilt för barnskildringar och komponerade tillsammans med sin man allegoriska barngrupper i taken på Kulla Gunnarstorps slott i Skåne och utförde en serie om tio barnmotiv i det Bolinderska huset i Stockholm. I en häfte som finns deponerad på Nationalmuseum har hon samlat skisser i akvarell och blyerts från olika delar av Sverige. 
Tillsammans med Sophie Leijonhufvud-Adlersparre och Molly Rohtlieb grundade hon 1874 Föreningen Handarbetets vänner.  Winge var dess första konstnärliga ledare och under flera år den ledande kraften.   
Hon inspirerades av vikingatida mönster och skapade drakslingor för broderi.  I Carl Peter Curmans villa i fornordisk stil i Lysekil, nedbrunnen 1878, var hon och mannen engagerade i inredning och dekoration. Hon komponerade också en reformdräkt åt Svenska drägtreformföreningen präglad av svärmeriet för det fornnordiska.
Winge besökte gärna etnografiska museer och inspirerades av äldre tiders textilkonst. Hon företog också en studieresa till Tyskland och Italien. Den gav henne idéer till ny utformning av kyrkliga textilier. En altarduk, som hon komponerade för Uppsala domkyrka 1882, har sedermera med små skillnader kommit att spridas med små förändringar till Klara kyrka och Maria Magdalena kyrka i Stockholm samt flera andra kyrkor runt om i Sverige. Band hennes andra offentliga arbeten märks ett antependium för Tyska kyrkan i Stockholm. Hon medverkade ett flertal gånger i Konstakademiens utställningar mellan 1860 och 1885 och var som textilkonstnär representerad vid Den nordiske Kunst- og Industriudstilling i Köpenhamn 1872 och konsthantverksutställningen i Wien 1873.
Makarna Winge är begravda på Norra begravningsplatsen utanför Stockholm.

## Verk
Urval:
- Tyska kyrkan, Stockholm: Antependium.
- Uppsala domkyrka, Uppland: Altarduk & tvenne altarbokdynor (1882).
- Sankta Clara kyrka, Stockholm: Altarduk
- Maria Magdalena kyrka, Stockholm: Altarduk.

Verk av Hanna Winge finns också i Nationalmuseum och Nordiska museet i Stockholm samt vid Norrköpings Konstmuseum och Östergötlands länsmuseum i Linköping.

## Galleri

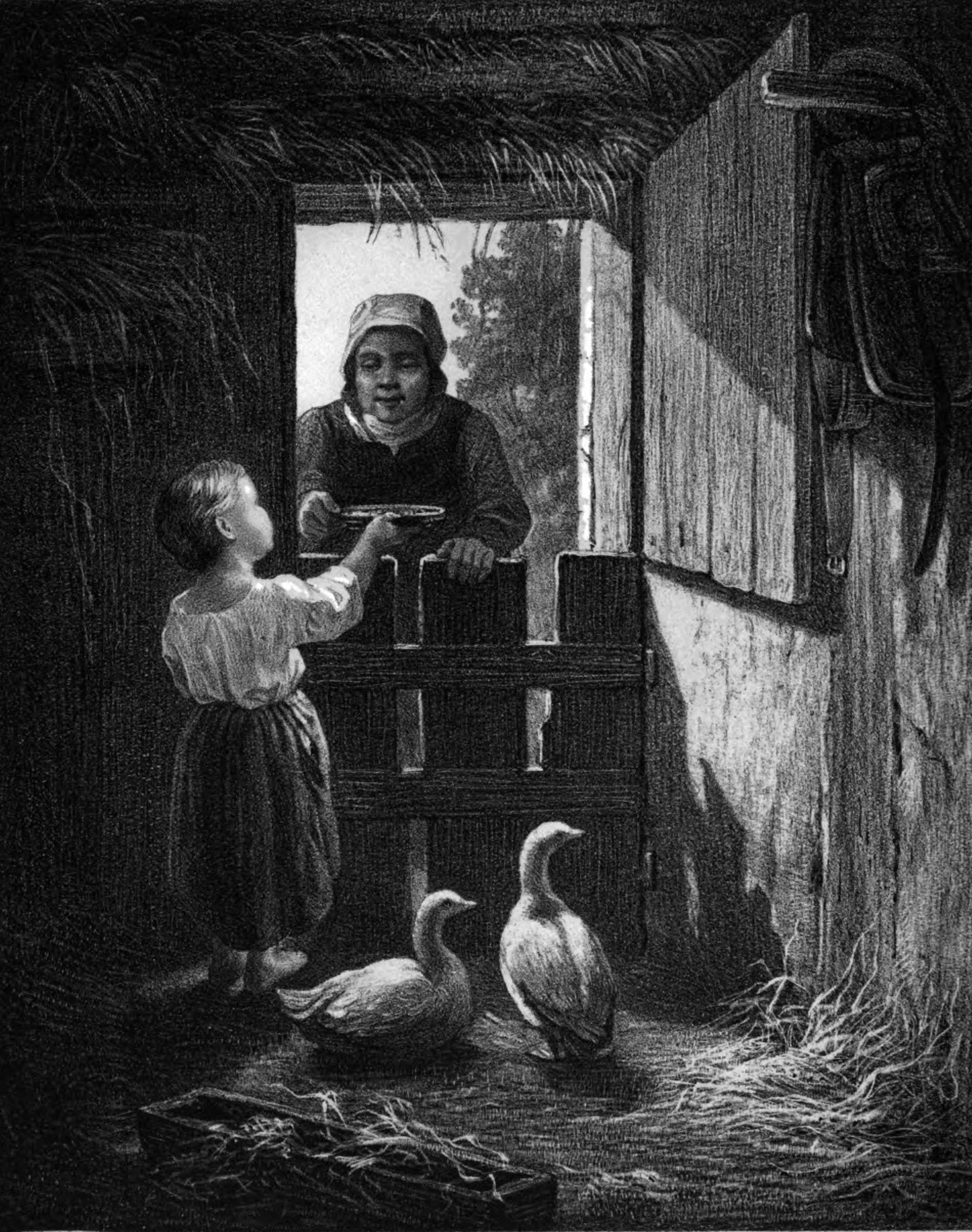
Hos gässen (1865)
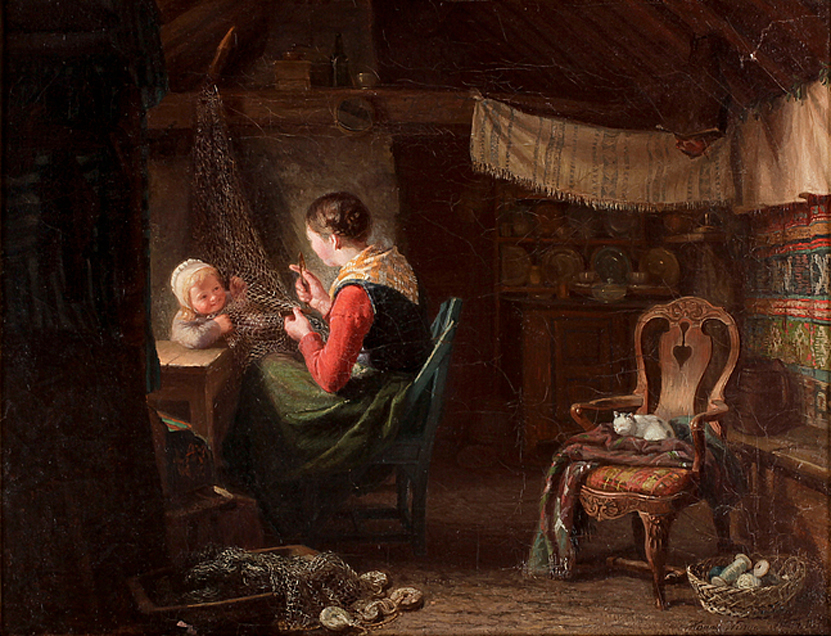
Nätknyterskan (1870)
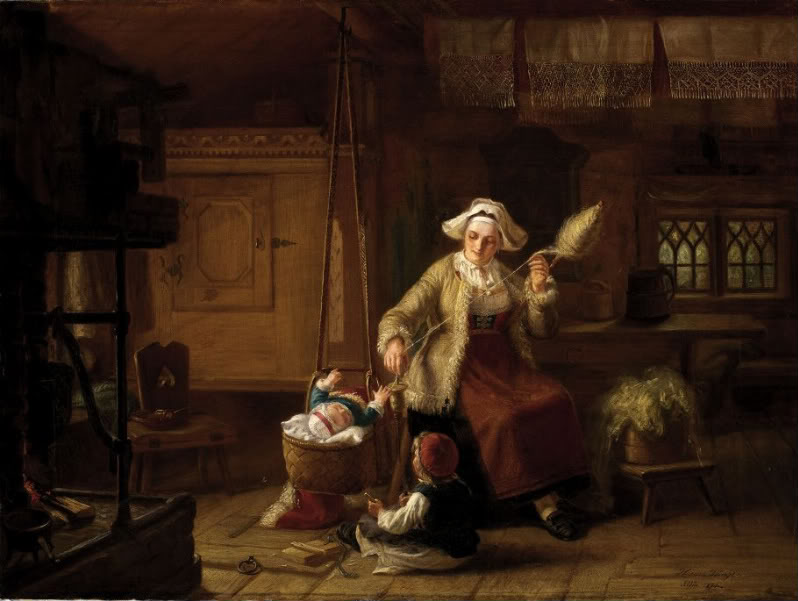
Interiör med mor och barn (1872)

### Övriga källor
- Handarbetets vänner i Nordisk familjebok (andra upplagans supplement, 1924)
- Hanna Winge ALLA DE KVINNOR som samarbetade mer än vad som tidigare beskrivits. https://sites.google.com/site/selmagioebelkonstsloejd1891/selma-gi%C3%B6bel-svensk-konstsl%C3%B6jdutst%C3%A4llning-1885-1898/alla-de-kvinnor-som-samarbetade-mer-%C3%A4n-vad-som-tidigare-beskrivits